# Asmate punctata
Asmate punctata là một loài bướm đêm trong họ Geometridae.